# Leonid Artamonov
Leonid Konstantinovich Artamonov (Russo: Леони́д Константи́нович Артамо́нов; 25 de fevereiro de 1859 – 1 de janeiro de 1932) foi um engenheiro e conselheiro militar, general, geógrafo, explorador da África, escritor, veterano da Primeira Guerra Mundial e da Guerra Russo-Japonsesa.

## Carreira militar
Em 1897, ele foi membro da missão diplomática russa no Etiópia, onde se tornou conselheiro militar de Menelik II. Durante 1897–1898, ele se tornou assessor militar durante seus esforços para modernizar as forças armadas etíopes, que incluíram a contratação de especialistas europeus para fornecer treinamento ao exército etíope.
Artamonov fazia parte de um contingente de oficiais russos voluntários ligados às forças etíopes, e juntou-se à expedição do exército etíope ao Nilo e prestou assistência durante os conflitos com as forças sudanesas. Ele acabou sendo dispensado e retornou à Rússia, onde se alistou ao exército vermelho próximo à eclosão da Primeira Guerra Mundial.